# Diary of a Wimpy Kid: No Brainer
Diary Of A Wimpy Kid: No Brainer (no Brasil, Diário de um Banana: Cabeça Oca; em Portugal, O Diário de um Banana: Frauda Xeia) é um livro de romance infantil escrito e ilustrado por Jeff Kinney. É o 18º livro da série Diary of a Wimpy Kid. A história segue a tentativa de Greg Heffley tentando salvar sua escola de ser fechada.

## Sinopse
O ensino fundamental não tem sido um mar de rosas para Greg Heffley. Por isso ele não liga para o fato de sua escola estar prestes a ser fechada graças ao mau desempenho dos alunos e ao péssimo estado de conservação do prédio.
Mas, quando Greg percebe que isso significar ir para um lugar pior e não mais estudar com o melhor amigo Rowley Jefferson, a coisa muda de figura. Será que ele e seus colegas vão conseguir salvar a escola? Ou será que Greg vai dar início a um novo capítulo em sua vida?